# Umibe
Umibe (海辺) é décimo primeiro álbum da banda japonesa de rock Sid, lançado em 23 de março de 2022 pela Ki/oon Records. O single digital "Jiu no Kuchizuke" é tema de abertura da animação chinesa Heaven Official's Blessing.

## Visão geral
O álbum possui o conceito de "Reiwa Kayo" (Kayōkyoku da era Reiwa), no entanto, os membros contaram que inicialmente pensaram em fazer um álbum centrado em city pop. Mao, o escritor de todas as letras, contou que, pela primeira vez, a primeira parte do álbum a ser produzida foram as letras, e que a chave do álbum são as palavras.
A turnê de promoção a Umibe foi marcada para logo depois do lançamento, porém teve de ser adiada devido a problemas de saúde de Mao. Ela aconteceu cerca de um ano depois, de abril a maio de 2023.

## Lançamento
Em 4 de julho de 2021, a animação Heaven Official's Blessing começou a ser serializada e o tema de abertura escolhido foi "Jiu no Kuchizuke" de Sid, lançado como single digital no dia 18.
No meio de janeiro de 2022, Sid anunciou o novo álbum Umibe marcado para ser lançado em 23 de março. No dia 1° de março, iniciou-se o pré download da faixa "Damashi Ai" e seu videoclipe foi lançado no YouTube á noite. Logo depois, fizeram uma turnê experimental em salas de cinema de cinco cidades do Japão. Em 8 de março a canção "Daisuki dakara..." também ficou disponível para pré download.
A pré venda de Umibe começou em 15 de março. Foi lançado em três edições, a regular possui apenas o CD de 11 faixas. A Artistic Edition acompanha um encarte de fotos com 40 páginas e um DVD em Blu-ray contendo os videoclipes da faixa título "Umibe", "Damashi Ai" e seus respectivos making-ofs. Já na Poetic Edition, o álbum é um livro de capa dura de couro com 100 páginas onde as letras foram escritas em forma de poesia e explicadas pelo vocalista Mao. Após o lançamento, um sorteio foi realizado entre os compradores do álbum onde era possível ganhar pôsteres e autógrafos.

## Recepção
Alcançou a 11ª posição na Oricon Albums Chart, permanecendo na parada por duas semanas. Na Billboard Japan Hot Albums, chegou à 13ª colocação.
A revista da Tower Records Japan Bounce, afirmou na edição de abril de 2022 que Umibe possui o sentimentalismo característico de Sid, incorporando gêneros como shoegaze e dream pop na faixa título e letras arrepiantes como em "Daisuki dakara...".

## Faixas
Todas as letras escritas por Mao. 
| N.º            | Título                              | Duração |  |
| 1.             | "Keibetsu" (軽蔑)                   | 3:57    |  |
| 2.             | "Daisuki dakara..." (大好きだから…) | 3:38    |  |
| 3.             | "Juusangastu" (13月)                | 4:09    |  |
| 4.             | "Gairouju" (街路樹)                 | 3:50    |  |
| 5.             | "Ekitai" (液体)                     | 3:02    |  |
| 6.             | "Damashi Ai" (騙し愛)               | 3:26    |  |
| 7.             | "Shiroi Koe" (白い声)               | 4:56    |  |
| 8.             | "Jiu no Kuchizuke" (慈雨のくちづけ) | 4:00    |  |
| 9.             | "Yureru Natsufuku" (揺れる夏服)     | 4:06    |  |
| 10.            | "Umibe" (海辺)                      | 5:39    |  |
| Duração total: | Duração total:                      | 40:48   |  |

Artistic Edition
| Faixas do DVD |                                                      |         |  |
| N.º           | Título                                               | Duração |  |
| 1.            | "Damashi Ai Music Video" (騙し愛)                    |         |  |
| 2.            | "Making-of Music Video Damashi Ai" (騙し愛)          |         |  |
| 3.            | "Umibe Music Video" (海辺)                           |         |  |
| 4.            | "Photo Session & Making of Music Video Umibe" (海辺) |         |  |

## Ficha técnica
- Mao - vocal
- Shinji - guitarra
- Aki - baixo
- Yūya - bateria